# ペーター・ラーベ
ペーター・ラーベ（Peter Raabe, 1872年11月27日 - 1945年4月12日）は、ドイツ出身の音楽学者、指揮者、作曲家。

## 生涯
フランクフルト・アン・デア・オーダーの生まれ。
ベルリン高等音楽院でヴォルデマール・バルギールに師事。
1894年のケーニヒスベルク市立劇場の指揮者を皮切りに、1906年までにツヴィッカウ、ハルツブルク、エルバーフェルト、アムステルダム、バート・キッシンゲン、ミュンヘン、マンハイムの歌劇場を渡り歩き、1907年にリヒャルト・シュトラウスの後任としてヴァイマル宮廷歌劇場の音楽監督に就任した。1920年からはアーヘン市立劇場の音楽監督に転出した。1935年にはドイツの音楽家すべての統制機関である帝国音楽院の総裁（前任者はリヒャルト・シュトラウス）となった。しかしラーベは国民啓蒙・宣伝大臣ヨーゼフ・ゲッベルス（帝国音楽院の上部機関である帝国文化院の総裁を兼任）と対立し、1938年に辞任を申し出たものの、慰留された。
音楽学者としては、1910年ごろからフランツ・リストの研究をしており、1931年に『フランツ・リスト』を上梓している。リストの作品整理番号としてのラーベ番号は、ラーベの研究に由来する。
ヴァイマルで死去。